# Swedish-America Art Association
La Swedish-American Art Association a été fondée le 5 février 1905 par un certain nombre d'artistes de Chicago dans le but de promouvoir le travail des artistes suédo-américains. Le sculpteur Carl Johan Nilsson a été choisi comme président,. L'association a été constituée en vertu des lois de l'État de l'Illinois en 1905,.

## Première exposition
La Swedish-American Art Association inaugure sa première exposition de quatre-vingts œuvres à l'Anderson Art Galleries de Chicago en octobre 1905. L'exposition a été prolongée de deux à trois semaines en raison de sa popularité,.
Parmi les participants à l'exposition figuraient les artistes suédo-américains Gerda Ahlm, Arvid Nyholm et Henry Reuterdahl.
Les artistes suédois Carl Larsson, Bruno Liljefors, Anders Zorn et Anshelm Schultzberg ont envoyé des toiles de Suède, et Charles Friberg a envoyé trois sculptures.

## Expositions ultérieures
Des expositions ont été organisées les années suivantes, mais pas toujours annuellement.
L'exposition de 1929 a été organisée conjointement avec l'Illinois Women's Athletic Club et a permis d'exposer 136 œuvres de 48 artistes.
L'exposition de 1934 se tient au Swedish Club of Chicago. Trente-neuf artistes exposent quatre-vingt-deux œuvres dans les catégories suivantes : noir et blanc, peinture à l'huile, sculpture, aquarelle et « In Memoriam »,.
La Swedish-American Art Association organise des expositions au moins jusqu'en 1936, date à laquelle une exposition a lieu au grand magasin Marshall Field's de Chicago,.